# Bukit Seuleuma
Bukit Seuleuma är en kulle i Indonesien.   Den ligger i provinsen Aceh, i den västra delen av landet, 1 600 km nordväst om huvudstaden Jakarta. Toppen på Bukit Seuleuma är 33 meter över havet.
Terrängen runt Bukit Seuleuma är platt.Runt Bukit Seuleuma är det ganska glesbefolkat, med 47 invånare per kvadratkilometer. Trakten runt Bukit Seuleuma består till största delen av jordbruksmark.